# ریس دیواین
ریس دیواین (انگلیسی: Reece Devine؛ زادهٔ ۱۸ دسامبر ۲۰۰۱) بازیکن فوتبال است.